# أركيوبزيت
الأركيوبزيت (Ag6CuBiS4) (بالإنجليزية: Arcubisite)‏ عبارة عن معدن ملح سلفون يتواجد مع الكريوليت في جرينلاند .